# Malgobeki járás

A Malgobeki járás Ingusföldön

A Malgobeki járás (oroszul Малгобекский район, ingus nyelven МагIалбика шахьар) Oroszország egyik járása Ingusföldön. Székhelye Malgobek.

## Népesség
- 2002-ben 61 617 lakosa volt, melyből 45 989 ingus (74,6%), 12 917 csecsen (21%), 770 török, 466 orosz, 32 ukrán.
- 2010-ben 47 831 lakosa volt, melyből 40 729 ingus (85,3%), 6 195 csecsen (13%), 402 török, 130 orosz, 61 kumik.